# Evgeny Kolesnikov
Pour les articles homonymes, voir Kolesnikov.
Evgeny Sergueïevitch Kolesnikov (en russe : Евгений Сергеевич Колесников), né le 26 décembre 1985 à Djamboul en République socialiste soviétique du Kazakhstan, est un joueur russe de basket-ball, évoluant au poste d'arrière.

## Carrière
En avril 2022, Kolesnikov s'engage avec le CSKA Moscou.

## Palmarès
- Vainqueur de la Coupe de Russie de basket-ball 2013
- Vainqueur de l'EuroChallenge 2012-2013